# Березинское сельское поселение (Унечский район)
Березинское сельское поселение — муниципальное образование в южной части Унечского района Брянской области. Административный центр — деревня Березина.
Образовано в результате проведения муниципальной реформы в 2005 году, путём слияния дореформенного Алёновского сельсовета и части Рюховского сельсовета.

## Население
| 2010  | 2011  | 2012  | 2013  | 2014  | 2015  | 2016  | 2017  | 2018  |
| ----- | ----- | ----- | ----- | ----- | ----- | ----- | ----- | ----- |
| 1636  | ↘1625 | ↘1618 | ↗1620 | ↘1581 | ↘1560 | ↘1498 | ↘1464 | ↘1456 |
| 2019  | 2020  | 2021  |       |       |       |       |       |       |
| ↘1424 | ↘1414 | ↘1272 |       |       |       |       |       |       |

## Населённые пункты
| №  | Населённый пункт | Тип     | Население |
| -- | ---------------- | ------- | --------- |
| 1  | Аленовка         | деревня | ↘141      |
| 2  | Березина         | деревня | →476      |
| 3  | Волкустичи       | село    | ↘38       |
| 4  | Заровье          | посёлок | ↘18       |
| 5  | Казенка          | деревня | ↘6        |
| 6  | Красное Приволье | посёлок | ↘1        |
| 7  | Первомайский     | посёлок | ↗29       |
| 8  | Рюхов            | село    | ↗626      |
| 9  | Рябовка          | деревня | ↗170      |
| 10 | Чернижово        | деревня | →0        |
| 11 | Чернятка         | деревня | →3        |
| 12 | Шапочка          | деревня | ↘48       |
| 13 | Яблонка          | деревня | ↘64       |